# 거월로
거월로(Geowol-ro)는 인천광역시 서구 왕길동에 있는 도로로, 총 연장은 602m이다. 도로의 명칭이 유래된 것은 인근의 자연부락인 '거월'을 지나는 도로이기 때문이며, 중간에는 백석동의 일부를 경유한다.

## 역사
- 2022년 2월 21일 : 도로명으로 거월로를 고시

## 주요 경유지
- 서구
  - 왕길동 (일부 구간 : 백석동)

## 접촉하는 도로
- 자원순환로 (인천광역시도 제48호선)
- 녹색숲로
- 드림로 (인천광역시도 제50호선)

## 주요 건물 및 시설
- 한성기업 (거월로 18/왕길동 63-7)
- 반도자원 (거월로 32/왕길동 63-4)
- 제물포교통, 선진교통 (거월로 39/왕길동 61-8)